# Sid Caesar
 Isaac Sidney Caesar (Yonkers, 8 september 1922 – Los Angeles, 12 februari 2014) was een Amerikaans komiek en acteur. Hij won in 1952 de Primetime Emmy Award voor beste acteur en in 1957 die voor beste doorlopende rol van een komiek in een televisieserie, voor zijn inbreng in het sketchprogramma Caesar's Hour. Daarnaast werd Caesar ook in 1951, 1952 (voor een tweede), 1953, 1954, 1956, 1958, 1995 en 1997 genomineerd voor een Primetime Emmy Award. In 1987 werd hem tijdens de jaarlijkse American Comedy Awards een Lifetime Achievement Award toegekend.
Caesar maakte in 1946 zijn film- en acteerdebuut als Chuck Enders  in de filmmusical Tars and Spars. In 1960 kreeg hij een ster op de Hollywood Walk of Fame.

## Carrière
Caesar werd in de jaren vijftig een begrip op de Amerikaanse televisie als vaste speler in het sketchprogramma Your Show of Shows, waarvan hij samen met Imogene Coca, Carl Reiner, Howard Morris en James Starbuck 140 afleveringen maakte (1950-1954). Daarnaast speelde hij in meer dan twintig films, meer dan 35 inclusief televisiefilms. Zo had hij een bijrol als Coach Calhoun in zowel Grease (1978) als Grease 2. Caesar verscheen in gastrollen in meer dan twintig televisieseries. Daarvan brachten die als Mr. Stein in Love & War (1995) en die als Oom Harold in Mad About You (1997) hem zijn negende en tiende nominatie voor een Emmy Award op.
Caesar bracht in 1983 zijn autobiografie Where Have I Been uit, waarin hij vertelt over zijn drank- en drugsproblemen en de invloed die deze hadden op zijn gedrag, omgeving en leven. In 2003 volgde zijn tweede boek Caesar's Hours: My Life in Comedy, With Love and Laughter, met achtergrondverhalen over zijn carrière in de amusementswereld.
Hij overleed in 2014 op 91-jarige leeftijd in zijn huis te Los Angeles.

## Filmografie
*Exclusief 14 televisiefilms
| - Comic Book: The Movie (2004) - Globehunters (2000, stem) - The Wonderful Ice Cream Suit (1998) - Vegas Vacation (1997) - The Emperor's New Clothes (1987) - Stoogemania (1986) - Cannonball Run II (1984) - Over the Brooklyn Bridge (1984) - Grease 2 (1982) - The Munsters' Revenge (1981, televisiefilm) - History of the World: Part I (1980) - The Fiendish Plot of Dr. Fu Manchu (1980) | - Grease (1978) - The Cheap Detective (1978) - Fire Sale (1977) - Silent Movie (1976) - Airport 1975 (1974) - 10 from Your Show of Shows (1973) - The Spirit Is Willing (1967) - A Guide for the Married Man (1967) - The Busy Body (1967) - It's a Mad, Mad, Mad, Mad World (1963) - The Guilt of Janet Ames (1947) - Tars and Spars (1946) |

## Privé
Caesar trouwde in 1943 met Florence Levy, met wie hij samenbleef tot aan haar overlijden in 2010. Samen met haar kreeg hij dochters Michelle en Karen en zoon Rick.
- Biblioteca Nacional de España: XX1175333
- Bibliothèque nationale de France: cb14040999x (data)
- Gemeinsame Normdatei: 128679158
- International Standard Name Identifier: 0000 0001 1506 9770
- Library of Congress Control Number: n82071953
- MusicBrainz: d108559a-0b19-4500-8676-beaa0d748550
- National Archives and Records Administration: 10570344
- Nationale Bibliotheek van Tsjechië: xx0067071
- Nationale Bibliotheek van Israël: 987007352160605171
- Nederlandse Thesaurus van Auteursnamen: 216588197
- Istituto Centrale per il Catalogo Unico: DDSV048551
- SNAC: w6kb41k3
- Système universitaire de documentation: 070322279
- Virtual International Authority File: 10049321
- WorldCat: E39PBJxxdrx8ph8XVPPkQHbDbd